# میلتیادیس تنتوگلو
میلتیادیس تنتوگلو (یونانی: Μιλτιάδης Τεντόγλου؛ زادهٔ ۱۸ مارس ۱۹۹۸) ورزشکار پرش طول اهل یونان است وی قهرمان المپیک توکیو نیز هست.